# 嫁はミツボシ。
『嫁はミツボシ。』（よめはみつぼし）は、2001年4月11日から6月20日まで毎週水曜日22:00 - 22:54（JST）に、TBS系「水10ドラマ」枠で放送された日本のテレビドラマ。主演は木村佳乃。

## キャスト
- 新庄みゆき：木村佳乃

誠の妻。誠とは同じ会社に勤務していた。「夫の家族とは同居しない、好きな仕事も続ける」という条件で結婚したはずだったが、結婚直後に夫のアフリカ転勤や、義母の急逝・義父の体調不良などの事情が重なり夫の実家で「長男の嫁」として暮らす事になる。
- 新庄悟：森田剛

誠の弟で大学生。うな政を手伝うようになり、父の日に修行を始めた。
- 石神井川伸介：西村雅彦

新庄家が営むうなぎ店「うな政」の従業員。和子に気がある。
- 新庄真由：上戸彩

誠の妹で高校生。ちゃっかりした性格で、みゆきに学校の宿題や家事を押し付ける。
- 佐々木孝子：赤座美代子

政吉の妹、隣でパン屋を家族で営む。
- 佐々木遥香：山口もえ

政吉の姪。従兄弟の悟に気がある。
- 佐々木幸雄：温水洋一

うな政の隣でパンの製造を行う。
- 律子：高木りな
- 武田小夜子：萬田久子

：みゆきの母です保険外交員、酒に溺れることがおおい。
- 野村和子：浅田美代子

誠の異母姉。太郎という息子がいる。みゆきに新庄家の家事一切を押し付ける。みゆきと誕生日が同じ。
- 新庄政吉：橋爪功

誠の父でうなぎ店「うな政」の店主。妻の加代子の急逝による心労で体調を崩す。
- 新庄誠：原田龍二

建設会社に勤務するエリート会社員でみゆきの夫。実家はうなぎ店「うな政」を営む。結婚直後に急遽アフリカに転勤(単身赴任)する事になる。現地で災害に巻き込まれる
- 新庄加代子：東山明美（#1のみ）

誠の母でうなぎ店の女将をしていたが、誠とみゆきの結婚式直後に急逝。

## ゲスト
- 力士役：六車勇輝（#1）
- 太田医師：近江谷太郎（#3）
- 寺田浩：住田隆（#4）
- 原社長：渡辺哲（#4）
- 和波歌子：草村礼子（#5）
- 亀和田教授：梅野泰靖（#6）
- 黛隆太郎：東幹久（#8、9、11）
- きよ彦：きよ彦（#10）
- 木村郁美：本人（#10）
- 島崎俊郎：島崎俊郎（#10）
- 矢沢裕子：渡辺典子（#10）

## スタッフ
- 脚本：清水有生
- 音楽：鷺巣詩郎
- 主題歌：Do As Infinity「Week!」
- プロデューサー：志村彰、清水真由美
- 演出：松原浩、斉藤郁宏、加藤新
- 制作：MMJ
- 製作：TBS

## サブタイトル
1. ビューティフルワイフ
2. これが女将の3ヶ条!
3. 激白うなぎ男のプロポーズ
4. お父さん、混浴しましょ
5. 超絶体絶命!うなぎがマズイ
6. 衝撃!伸さんが東大出?
7. 気になる兄貴のヨメサン
8. 好きなら好きと言って!
9. 誕生日にプロポーズを!
10. 秘密の恋に決着!
11. 感動の最終回…愛の結末は